# Åmselemorden
Åmselemorden kallas morden som utfördes på två makar samt deras 15-årige son natten till den 3 juli 1988 i Åmsele i Västerbotten. Det är ett av Sveriges mest uppmärksammade mordfall, begått av vad som kommit att kallas "80-talets Bonnie och Clyde"

## Händelseförlopp
Upprinnelsen till morden var att Juha Valjakkala (23) och hans flickvän Marita Routalammi (20), båda från Finland, var på en stöldturné igenom Sverige i en stulen finskregistrerad Saab 900 turbo. Natten till den 3 juli nådde de Åmsele och parkerade vid kyrkogården, och efter att ha druckit likör i bilen begick de en del småstölder i byn. De stal sedan en cykel parkerad utanför ett hus, men upptäcktes av fadern och sonen som tog upp jakten på dem i familjens bil, en orangefärgad Volvo 142. Vid kyrkogården i Åmsele mötte de tjuvarna. När fadern försökte få tillbaka familjens cykel tvingade Valjakkala ned dem båda på knä och sköt sedan först fadern med ett hagelgevär och sedan sonen. Båda avled av skottskador i huvudet. Klockan var omkring 03.20.
Modern började söka efter sin make och son när de inte hade kommit tillbaka. Utanför kyrkogården stötte hon på Valjakkala och Routalammi, som precis var på väg att lämna mordplatsen i bilen. När modern försökte prata med paret uppstod tumult, och modern försökte då fly. Enligt domen och Routalammis vittnesmål hann Valjakkala i fatt henne och slog ihjäl henne med geväret, innan han skar henne i halsen och högg henne två gånger i sidan. Vapnen som användes vid morden hade tidigare stulits i Sveg.
De tre offren hittades dagen efter utan ett spår av förövarna. Dock upptäcktes den övergivna Saaben strax norr om Åmsele, då Valjakkala och Routalammi hade stulit en ny flyktbil. Trots att den bilen snabbt efterlystes, och med ett stort polispådrag i Sverige, Finland och Danmark, tog det en vecka innan de båda förövarna kunde gripas. De greps på järnvägsstationen i Odense den 10 juli då de kom i tåg från Köpenhamn. Förövarna hade då tagit sig igenom hela Sverige med flera stulna bilar och genom att lifta. De fördes sedan till häktet i Umeå.

## Gärningsmän
Juha Valjakkala hamnade tidigt i kriminalitet efter en instabil uppväxt och redan vid 15 års ålder hade han gripits av polis 65 gånger för olika småbrott. Enligt rättsläkare hade Valjakkala en narcissistisk personlighetsstörning med okontrollerad aggression. Hans relation med Routalammi har beskrivits som destruktiv, och enligt domen hade hon utsatts för psykiskt tvång. 

## Rättegången
Rättegången blev den mest bevakade i Umeå tingsrätts historia. Under rättegången försvarades Valjakkala av advokat Pelle Svensson och Routalammi av advokat Gunnar Falk. Valjakkala dömdes till livstids fängelse för morden, ett straff som han avtjänade i finskt fängelse. Routalammi dömdes till två års fängelse för medhjälp till misshandel och släpptes enligt praxis efter att ha avtjänat halva tiden. I hovrätten ändrades hennes brottsrubricering till medhjälp till grov misshandel.
Under rättegången anklagade Valjakkala och Routalammi varandra för dåden. Först 2002 erkände Valjakkala att det var han som sköt.
Den 3 december 2007 meddelade Helsingfors hovrätt att Valjakkala benådats. Hans livstidsstraff omvandlades till villkorlig dom, och datum för hans frigivning angavs till den 1 juli 2008. Han frigavs dock villkorligt redan den 25 februari 2008. Han återfördes till fängelse i april 2008 för att ha brutit mot villkoren. Han släpptes igen den 2 februari 2009 och hade då varit inspärrad i omkring 20 år för morden.
Efter att han blivit frigiven 2008 begick Valjakkala nya brott och dömdes åter till fängelse. Han avled den 27 februari 2023.

## Media
- Il Capitano, film 1991
- I den danska TV-serien Mordkommissionen är avsnitt 18 tydligt baserat på Åmselemorden.
- P3 Dokumentär söndagen den 26 oktober 2008 handlade om Åmselemorden[4]